# ملتقى مزغنة للإبداع الفكري والأدبي
ملتقى مزغنة للابداع الفكري والأدبي هو ملتقى فكري وأدبي سنوي ينظمه اتحاد الكتاب الجزائريين، أطلقه فرع العاصمة للاتحاد عام 2013.

## التأسيس
انطلقت الدورة الأولى من ملتقى مزغنة للابداع الفكري والأدبي عام 2013، بمبادرة من رئيس فرع العاصمة لـ اتحاد الكتاب الجزائريين جمال سعداوي حيث انعقدت الدورة الأولى من الملتقى في الفترة بين 21 و23 جوان في مقر الاتحاد بالعاصمة، تحت شعار «الكتابة قضية ورؤية ووجهة نظر» بحضور نخبة من المبدعين والمفكرين الجزائريين.

## أهداف الملتقى
يأتي الملتقى بحسب ما صرح به جمال سعداوي رئيس فرع العاصمة لـاتحاد الكتاب الجزائريين للصحافة، ليؤسس لفكرة العمل الثقافي الذي يهدف إلى إنتاج المعرفة وتأطير الإبداع وإعطاء فسحة للمنتوج الفكري لأن يكون حاضرا في المساحات الثقافية. وأضاف جمال سعداوي أن الغرض من هذا الملتقى هو إحداث نقاش ثقافي إيجابي نستطيع عبره تأطير العملية الثقافية. 
وتابع أن المتقى يأتي لإبراز الكتاب الجزائريين في شتى المجالات الأدبية من القصة والمسرح، إلى الشعر الشعبي والفصيح، وفتح مجال للمفكرين والأكاديميين لإعطاء آرائهم في المستجدات المجتمعية من خلال برمجة محاضرات مع نخبة من المفكرين والأساتذة الجامعيين. وعن شعار الملتقى «الكتابة قضية ورؤية ووجهة نظر» يقول سعداوي:«أردنا أن يكون للكتاب قضايا وان تكون في كتاباتهم قضايا يدافعون ويكافحون من أجلها حتى يكون الأدب فعلا يحمل مضمونا ومعنى، وليكون له مضمون فكري يستحق أن يقرا وأردنا أن يكون للكاتب رؤية استشرافية لوضع مجتمعاتهم ومهمتنا في فرع العاصمة لـ اتحاد الكتاب الجزائريين هو فتح فضاءات للنقاش». 

## فعاليات الملتقى

### الشق الفكري

#### مصطفى كاتب من المسرح الجزائري إلى المسرح الوطني
كانت المحاضرة الأولى في الملتقى من تقديم الباحث والناقد الشريف الادرع بعنوان مصطفى كاتب من المسرح الجزائري إلى المسرح الوطني وقد تناول الباحث من خلالها أهم محطات الراحل في مجال المسرح، حيث تحدث عن كيفية نضاله من أجل المسرح الجزائري فكان بذلك المخرج والممثل والكاتب.

#### مكانة المرأة ومؤشرات التغيير في الجزائر
إستهلت د. ثريا تيجاني من جامعة الجزائر مداخلتها التي جاءت بعنوان “مؤشرات التغيير في الجزائر” في اليوم الثاني من الملتقى بتقديم الخطوط العريضة عن عمل المرأة خارج البيت، حيث قالت أن عمل المرأة أحدث تغيير في المجتمع الجزائري وهذا رغم مروره بمراحل عديدة، غير أن المرحلة الأخيرة أعطت صحوة لالتحاق المرأة بالعمل. وقد أوضحت المتحدثة في السياق ذاته عن العلاقة التي تربط المرأة بالعمل، كاشفة عن أهميته ومؤكدة أن المرأة التي تشتغل تستغل راتبها وتحقق وجودها بين أفراد المجتمع، أما من الناحية الاجتماعية فهي تحتك بالآخرين مما يكسبها خبرة حياتية. وعلاوة على ذلك فالمرأة العاملة تحقق ارتياحا نفسيا وهذه العلاقة الإنسانية تساهم بطريقة مباشرة في تحسين حياتها الأسرية.
كما عرجت ضيفة الملتقى إلى الحديث عن المرأة العاملة في المجتمع الدولي، حيث أكدت أنه قضية المرأة تحظى بهتمام دولي ويظهر ذلك جليا في المؤتمر الذي جرى مؤخرا بـ القاهرة، الذي يطالب بتحسين ظروف المرأة العاملة إلى جانب المؤتمر الذي أجري سنة 2004 بـ أديسا بابا، والذي قدم هو الآخر مؤشرات عن تغير تشده مكانة المرأة العاملة من خلال إعطائها جميع حقوقها المتعارف عليها.
وفي الصدد ذاته، تحدثت د. ثريا التيجاني، عن دور المرأة العربية في التنمية، كاشفة أن المرأة كعنصر أساسي في المجتمع لها دور مهم في التنمية الاجتماعية والاقتصادية، إلى جانب أنها تساهم إلى حد بعيد في إحداث التوازن والاستقرار بالمجتمع، مضيفة أن هذا العنصر الفعال إذا ما تم تهميشه سوف ينعكس سلبا على العديد من المجالات التنموية.
كما سلطت المتحدثة الضوء عن العقبات التي تواجه المرأة العاملة، حيث قالت إن الأفكار التقليدية المتزمتة ستؤثر سلبا على العطاء المقدم من المرأة العاملة، إلى جانب التخلف الاجتماعي والنظرة ضيقة الأفق التي تحد من تشجيع المرأة العاملة على السير ومواصلة الطموح.
كما دعت الدكتورة المجتمع إلى تغيير ذهنيته اتجاه المرأة العاملة والنظر إليها كطاقة إنسانية التي لا يمكن أن نستغني عنها في الوقت الراهن خاصة وأن عملها أصبح يعد مؤشرا للتغيير الاجتماعي. وعلاوة على ذلك، قدمت المداخلة نبذة تاريخية عن ظاهرة عمل المرأة في الجزائر، حيث قالت إن عملها لم يكن مقبولا في السنوات الماضية نظرا لظروف العيش الرغدة نسبيا والتي كانت تتمتع بها العائلة الجزائرية آنذاك، غير أنها ترى أن عمل المرأة أصبح ضروريا في الوقت الحالي.

#### مجالس فكرية التراث ـ التجديد ـ العولمة
أتت المحاضرة الفكرية الثالثة للملتقى من توقيع لدكتور مولود عويمر الذي قدم في مداخلته عرضا مفصلا عن كتابه الموسوم مجالس فكرية التراث ـ التجديد ـ العولمة وأورد بالتحليل أهم النقاط التي ناقشها في الكتاب.

#### التجارب الجديدة في الشعر الجزائري
تطرّق عثمان بدري في هذه المحاضرة إلى واقع الإبداع الشعري عند جيل الشباب، مثمنا ما تحقق في هذا الصدد، ملفتا إلى بعض الهفوات التي قد لا ينتبه إليها الشباب المنطلق بموهبته فقط. وأعطى المحاضر نبذة عن مراحل الشعر الجزائري الحديث، حيث بدأها بمرحلة ما قبل الستينيات التي ظهر فيها محمد العيد آل خليفة ومفدي زكريا والشبوكي، وهؤلاء يمثلون جيل العمالقة الذين عبّروا عن الوجدان الجمعي للجزائر، ثم أتت مرحلة السبعينيات التي ظهر فيها أبو القاسم خمار وأحمد حمدي وغيرهما، ثم جاء جيل الثمانينيات كحرز الله وفلوس لخضر، وعبد القادر ميهوبي ثم صدّيقي، وصولا إلى الجيل الواعد الذي انطلق في العشرية الأخيرة. وتوقف المحاضر عند بعض الاشكالات التي يمر بها الشعر الجزائري والعربي اليوم، منها فكرة تعدّد أشكال القول التي تنوّعت وتفرّعت، إذا أنّ المبدع تزاحمت وتراكمت عليه الأنواع الأدبية كوجود قصة تشبه قصيدة وظهور هجين بين النثر والشعر، وقصيدة النثر وهكذا تنوّع أداء المبدعين مما قلل من المنارة الشعرية، وجعلهم يتجهون إلى الرواية، مما جعل أكبر النقاد العرب منهما جابر عصفور ومحمد برادة يصفان الراهن بأنه زمن الرواية، إلاّ أنّ المحاضر وجد في هذا الحكم تسرّعا لأنّ الرواية تبقى صوت المدينة والشعر يبقى مسؤولية وذا سلطة واضحة ومباشرة على المجتمع.
وأكّد عثمان بدري في محاضرته، أنّ الكثير من الشعراء الشباب في الجزائر يمتلكون لغة شعرية جميلة ومخيّلة حيوية، كما أبدى إعجابه بتوظيف هذا الجيل للأشكال الحكائية وثقافة الغياب.. أي الانتقال من عالم الحضور إلى عالم آخر، وهو إعجاز بياني وبلاغة استغلها شعراء شباب منهم، رضا بورابعة، حيث استمد بعض الصور من آيات القرآن، تماما كما فعل محمود درويش عندما استحضر الكتب السماوية في أحد أعماله، والانتقال من عالم الحاضر (السجن) إلى عالم آخر أكثر اتساعا وتحررا، وذلك لتفادي المباشرة والتقريرية الذي يفرضها عالم الواقع على المبدع، في حين أن العالم الآخر هو بحث عن أمل للحياة.
كما أشار المحاضر، إلى أن شعراء الجيل الجديد يوظفون الوجدان الشعبي من أجل تحدي الواقع الصعب والضيق.
ومن جهة أخرى، أشار المحاضر إلى أن الجيل الجديد مختلف عما سبقه من حيث تبنّي القضايا الكبرى، كالتحرر والسيادة، وغالبا ما يبرز مواقفه من هذه القضايا عن طريق الاحتجاج على الحق ومساءلة للواقع العربي كنوع من التفاعل أكثر منه التزام مباشر.
في الأخير، توقف الدكتور بدري عند بعض نقائص الجيل الشاب، منها الاختلال الإيقاعي الذي يظهر أحيانا في أعماله، وفي أحيان أخرى نقص في امتلاك ملكة اللغة وظهور الخطابة المباشرة أحيانا، لذا نصح بقراءة عيون الشعر العربي من أجل التدريب.

### الشق الابداعي

#### القراءات القصصية
خصص الشق الابداعي في اليوم الأول من الملتقى لقراءات قصصية مميزة لأعمال مطبوعة وأخرى في طريقها للنشر لنخبة من أعضاء اتحاد الكتاب الجزائريين من بينهم فيصل حقي، ليلى بيران، وجلولي جلول.

#### القراءات المسرحية
خصص اليوم الثاني من الملتقى في شقه الابداعي للأعمال المسرية حيث قدمت أمل بوشارب وعبد الحكيم أوزو قراءات لجديدهما المسرحي. حيث قدمت أمل بوشارب مسرحية «ملحمة نيف» التي تدور أحداثها حول معاناة الإنسان في المجتمع وصراعه مع المشاكل التي يتعرض لها في رحلة ممارسته لحياته في مختلف جوانبها، وفي هذا صرحت الكاتبة «هذا العرض يعكس معادلة الحياة، ويكشف أن الإنسان حقيقة يساوم في كرامته بسبب العراقيل التي يواجهها يوميا، وأنه كلما حاول الوصول إلى شيء ما لن يتسنى له ذلك إلا بعد إذلاله ألف مرة، وهذا ما يفقده كرامته وعزته، ويقلل من احترامه، جراء المحسوبية، والرشوة في قضاء حوائجه، ويفقده بالتالي كرامته» العرض المسرحي للكاتبة يتكون من أربعة فصول. من جهته قدم عبد الحكيم أوزو هو الأخر قراءة في عرضه المسرحي الجديد الذي يحمل عنوان«المجنون» والذي تطرق فيه بالشرح المفصل لعواقب تعاطي النيكوتين وأضراره على صحة الإنسان والبيئة، وما تخلفه هذه العادة السيئة من أثار بليغة تؤدي بصاحبها إلى القبر، مشيرا في السياق ذاته أن العرض يحمل أبعادا فلسفية ودينية وثقافية، وقد أشار المتحدث أنه ترك نهاية العرض مفتوحة وذلك لاحتمال قراءات عديدة.

#### القراءات الشعرية
اختتم الشق الأدبي من الملتقى بقراءات شعرية أغلبها أتى في الشعر الشعبي والفصيح باللغتين العربية والأمازيغية من توقيع الشعراء حدوش يحيى، كمال شرشار، مسعود طيبي رضا بورابعة جميلة عزي وعبد اللطيف عليان وأحسن بقريش.

### التكريمات
- وسام مزغنة للابداع الفكري وحصل عليه د. مولود عويمر ود. ثريا تيجاني.
- وسام مزغنة للنقد الأدبي حصل عليه د. عثمان بدري.
- وسام مزغنة للابداع الأدبي وحصلت عليه الكاتبة أمل بوشارب.
- وسام مزغنة للتألق الاعلامي وحصلت عليه جريدة الحوار.[6]